# それでも俺は、妻としたい
『それでも俺は、妻としたい』（それでもおれは つまとしたい）は、足立紳による小説。『小説新潮』（新潮社）に連載され、同社から文庫本が刊行された。
2025年1月から3月までテレビ大阪にてテレビドラマが放送された。
また2025年3月、劇場版が2025年5月30日に公開されることが発表された。

## 書誌情報
- 足立紳『それでも俺は、妻としたい』
  - 単行本：2019年10月30日発売、新潮社、ISBN 978-4-10-352911-8
  - 文庫本：2022年9月28日発売、新潮文庫、ISBN 978-4-10-104331-9

## テレビドラマ
2025年1月12日（11日深夜）より3月30日（29日深夜）までテレビ大阪「真夜中ドラマ」枠で放送された。主演は風間俊介とMEGUMI。

### キャスト

#### 主要人物
柳田豪太（やなぎだ ごうた）〈42〉
演 - 風間俊介
売れない脚本家。仕事が少ないので、家事や子育てを主に担当している。セックスレスに悩んでいる。学生時代、自主映画で賞を取っている。
柳田チカ（やなぎだ チカ）
演 - MEGUMI
豪太の妻。クレジットカード会社のクレーム担当。収入のない夫にかわり家計を支えている。豪太とは大学の映画研究会で知り合った。
柳田太郎（やなぎだ たろう）
演 - 嶋田鉄太
柳田夫婦の息子で不登校気味な小学生。どぶろっくのファンでiPadで動画を見るのが楽しみ。

#### 実家・親戚
柳田佳子
演 - 熊谷真実
豪太の母。
柳田作郎
演 - 近藤芳正
豪太の父。
タカシ
演 - 吉岡睦雄（第4話・第8話）
ミハルの夫。豪太の義弟。
ミハル
演 - ぎぃ子（第3話・第4話・第8話）
豪太の妹。
ハルタ
演 - 小池塁葵（第4話・第8話）
タカシとミハルの息子。
作雄
演 - 芦川誠（第8話）
豪太の叔父。
公子
演 - 内田慈（第8話）
豪太の従姉妹。豪太と同い年。

#### ママ友
みどり
演 - 吉本実憂
豪太の相談相手。豪太同様セックスレスに悩んでいたが、後に夫が浮気していたことがわかる。
美奈（みな）
演 - カイラD
みどりの娘。太郎とは同級生。

#### 制作会社
代々木
演 - 坂田聡
豪太に仕事をまわしてくれるプロデューサー。
西村
演 - 津村知与支
ディレクター。チカのことを気に入っている。

#### ゲスト
第1話
- 先生（発達支援スクール「ひまわり」の先生） - 野沢寛子（最終話）

第2話
- 眉村（スクールカウンセラー） - 眼鏡太郎
- ママ友 - 川上友里（第9話）、川面千晶（第9話）、後藤ユウミ（第9話）、桜まゆみ（第9話）
- 子ども食堂スタッフ - 澁澤真美（第9話）
- 苅名杏奈（第3話・第9話）、畑中惟吹（第9話）

第3話
- 医者（豪太たちに取材される医師） - 安藤彰則（第4話・第5話）

第7話
- メンズエステ従業員 - ライラ

第8話
- 住職（豪太の祖母の葬式の僧侶） - 仗桐安
- 豪太の祖母（作郎の母） - 稲川実代子

第9話
- 先生（太郎の小学校の担任） - 神志那結衣（第10話）
- 山本宗介

第10話
- 元夫婦漫才師 - はまこ・テラこ

第11話
- ライブハウス スタッフ - 賀家勇人
- 構成作家 - 松木大輔、横江泰宣、ゆかわたかし
- お笑い芸人 - バッチトゥース（谷村健人、ハリー）、ゆず茶（小川敏輝、菅野隆三、阿部拓弥）、ひょんひょろ（菅原、イヅル ヤナガワ）、ひざかっくん（宮川翼、木村都貴）

最終話
- みどりの新しい恋人 - 伊藤慶徳

### スタッフ
- 原作 - 足立紳『それでも俺は、妻としたい』（新潮文庫刊）[1]
- 脚本・監督 - 足立紳[1]
- オープニングテーマ - なきごと「愛才」（[NOiD] / murffin discs）[3]
- エンディングテーマ - どぶろっく「ずっとずっと、ありがとう。」（TEICHIKU ENTERTAINMENT）[3]
- プロデュース - 佐藤現、岡本宏毅[1]
- プロデューサー - 山本博紀、久保和明、寺田ひなた[1]
- 企画協力 - 新潮社
- 制作協力 - レオーネ[1]
- 制作 - テレビ大阪、東映ビデオ[1]
- 製作著作 - 「それでも俺は、妻としたい」製作委員会[1]

### 放送日程
| 話数   | 放送日  | サブタイトル                             |
| ------ | ------- | ---------------------------------------- |
| 第1話  | 1月12日 | 頼み方がわからない…                      |
| 第2話  | 1月19日 | 新たなる戦法                             |
| 第3話  | 1月26日 | 夫婦間の合意                             |
| 第4話  | 2月02日 | 二人目作戦                               |
| 第5話  | 2月09日 | 妻が浮気…?                               |
| 第6話  | 2月16日 | 身も心も寂しいのです                     |
| 第7話  | 2月23日 | 愛なのか執着なのか…                      |
| 第8話  | 3月02日 | 妻VS母                                   |
| 第9話  | 3月09日 | 人は結果を出さなければならないときがある |
| 第10話 | 3月16日 | 夫婦漫才コンビ結成                       |
| 第11話 | 3月23日 | 私って本物のバカなの?                    |
| 最終話 | 3月30日 | セックス                                 |

### 放送局
| 放送期間                | 放送時間                     | 放送局     | 対象地域 | 備考   |
| ----------------------- | ---------------------------- | ---------- | -------- | ------ |
| 2025年1月12日 - 3月30日 | 日曜 0:00 - 0:30（土曜深夜） | BSテレ東   | 全国     |        |
|                         | 日曜 0:55 - 1:25（土曜深夜） | テレビ大阪 | 大阪府   | 製作局 |

| テレビ大阪・BSテレ東 真夜中ドラマ          | テレビ大阪・BSテレ東 真夜中ドラマ                    | テレビ大阪・BSテレ東 真夜中ドラマ |
| 前番組                                     | 番組名                                               | 次番組                            |
| ------------------------------------------ | ---------------------------------------------------- | --------------------------------- |
| バツコイ （2024年10月20日 - 2025年1月5日） | それでも俺は、妻としたい （2025年1月12日 - 3月30日） | -                                 |

## 映画
『劇場版 それでも俺は、妻としたい』のタイトルで2025年5月30日に公開された。

### キャスト（映画）
柳田豪太
演 - 風間俊介
柳田チカ
演 - MEGUMI
柳田太郎
演 - 嶋田鉄太
みどり
演 - 吉本実憂
柳田佳子
演 - 熊谷真実
柳田作郎
演 - 近藤芳正

### スタッフ（映画）
- 原作 - 足立紳『それでも俺は、妻としたい』（新潮文庫刊）
- 脚本・監督 - 足立紳
- プロデュース - 佐藤現、岡本宏毅
- プロデューサー - 山本博紀、久保和明、寺田ひなた
- キャスティング - 伊藤尚哉
- 撮影 - 星潤哉
- 照明 - 富谷颯輝
- 録音 - 臼井勝
- 美術 - 赤星裕史
- 編集 - 細野優理子、安田多希
- スタイリスト - 田口慧
- ヘアメイク - 大宅理絵
- スクリプター - 小林加苗
- 助監督 - 小南敏也
- スチール - 内堀義之
- 特別協力 - TFC Plus、オムニバスジャパン、足立晃子
- エンディングテーマ - どぶろっく「ずっとずっと、ありがとう。」（TEICHIKU ENTERTAINMENT）
- 制作協力 - レオーネ
- 制作 - テレビ大阪、東映ビデオ
- 製作著作 - 「それでも俺は、妻としたい」製作委員会
- 配給 - 東映ビデオ